# Patricio Núñez Henríquez
Patricio Eduardo Núñez Henríquez (* Santiago, Región Metropolitana, Chile 1938–2017) fue un destacado arqueólogo chileno.

Siendo estudiante universitario, participó del descubrimiento de tumbas preincásicas en la zona de Cáñamo al sur de Iquique y en la región costera sur de ese puerto. El trabajo arqueológico fue realizado por el especialista Lautaro Núñez, el geólogo Juan Varela y el profesor Luis Briones (1965). 
Licenciado en Historia y Geografía, especialidad Arqueología, por la Universidad de Chile (1966). 
Ex-Director del Instituto de Investigaciones Antropológicas, de la Universidad de Antofagasta. Vivió y trabajó en el Norte Grande de Chile, radicado en la ciudad de Antofagasta. Realizó numerosas investigaciones sobre arqueología, antropología e historiografía de Chile y América, así como una activa labor docente y divulgativa.
Investigador responsable de la restauración del Pucará de Quitor de San Pedro de Atacama, 1988-1990.

## Obras publicadas

### Como autor
- Doce milenios. Una visión social de la historia del Norte Grande de Chile, 1999 (ISBN 956-7143-48-X)
- El Poder en las comunidades prehispanas del Norte de Chile, 2000 (ISBN 956-7143-78-1)
- Nuestras identidades: Reflexiones. A propósito de la prehistoria de Tarapacá y Antofagasta, 2001 (ISBN 956-7143-85-4)
- Tawantinsuyu y España: Dos tradiciones y el siglo XVI con tópicos de ciencia y tecnología, 2009 (ISBN 978-956-332-200-2)
- Vivir después de soñar, 2016 (ISBN 978-956-362-178-5)

### Como editor
- Glosario de la Lengua Atacameña, 2006 (ISBN 956-8293-28-0)